# Ante Tomić
Ante Tomić (Zagreb, 23 mei 1983) is een Kroatische voetballer die bij voorkeur als centrale middenvelder speelt. Tomić is momenteel clubloos.  Voordien speelde hij voor onder meer Dinamo Zagreb, NK Croatia Sesvete, Inter Zaprešić en Skoda Xanthi.